# Irun
Irun (spansk: Irún, baskisk: Irun) er en spansk by i provinsen Guipúzcoa i den autonome region Baskerlandet, ved grænsen mod Frankrig. Byen blev grundlagt 28. februar 1776, og havde i 2019 godt 62.000 indbyggere.
1. etape af Vuelta a España 2020 havde start i Irun.